# Фифти Лејкс (Минесота)
Фифти Лејкс (енгл. Fifty Lakes) град је у америчкој савезној држави Минесота.

## Демографија
По попису из 2010. године број становника је 387, што је 5 (-1,3%) становника мање него 2000. године.
| Група             | 2000.       | 2010.       |
| Белци             | 388 (99,0%) | 384 (99,2%) |
| Афроамериканци    | 1 (0,3%)    | 0 (0,0%)    |
| Азијати           | 0 (0,0%)    | 0 (0,0%)    |
| Хиспаноамериканци | 3 (0,8%)    | 3 (0,8%)    |
| Укупно            | 392         | 387         |